# Cooperbecken
Koordinaten: 26° 47′ 52,1″ S, 141° 48′ 30,2″ O
Das Cooperbecken (englisch: Cooper Basin) ist ein 130.000 km² großes Sedimentbecken in Australien, das teilweise im nordöstlichen Teil von South Australia (Anteil; 35.000 km²) liegt und sich bis in den Südwesten von Queensland erstreckt. Benannt ist es nach dem Cooper Creek, der bis in den Lake Eyre fließt. Das Cooperbecken entstand vom späten Karbon bis zur mittleren Trias. Die Sedimente sind 1250 bis 3670 Meter mächtig.
Die Natur im Cooperbecken ist meistens wüstenartig und beinhaltet Teilgebiete der Simpson Desert, Channel Country und der Sturt Stony Desert.

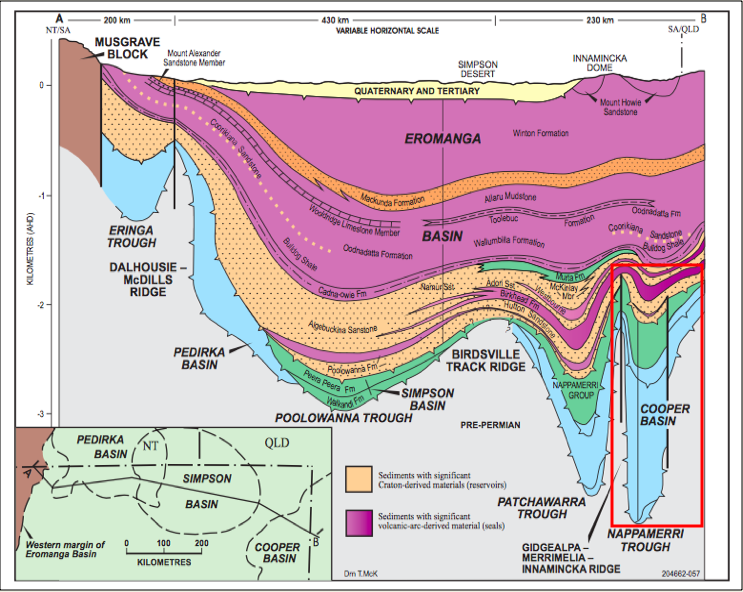
Geologischer Schnitt durch das Cooper-Becken

## Energiequellen

### Erdöl und Erdgas
Das Cooperbecken ist das Gebiet der bedeutendsten Erdöl- und Erdgasvorkommen auf Australiens Festland, die in den 1960er Jahren entdeckt wurden. 1963 wurde das erste Gasvorkommen, Gidgealpa 2, entdeckt. Pipelines transportieren das Erdgas bis nach Brisbane, Adelaide und Sydney.
Der größte Erdöl- und Erdgasproduzent im Cooperbecken ist Santos Limited mit Produktionsanlagen in Moomba.
Die Erdöl- und Erdgas-Vorkommen im Cooperbecken sind kleinvolumig und weit fragmentiert. Es gibt acht geothermale Quellen und 1800 für die Öl- und Gasförderung, die wirtschaftlich genutzt werden. Im Gebiet des Cooperbeckens sind wenige Unternehmen aktiv, die die Vorkommen dieser Region ausbeuten. Es sind dies für die Erdöl- und Erdgasförderung die Austin Exploration Limited, Cooper Energy, Beach Petroleum Limited, Innamincka Petroleum, Magellan Petroleum, Impress Energy sowie weitere; in der Geothermie ist es die Geodynamics Limited.

### Geothermie
Die Unternehmen, die das Cooperbecken untersuchten, waren auf der Suche nach einer weitreichenden Ausbeute. Dabei stießen sie bei ihren Bohrungen in einer Tiefe von 3500 Meter auf etwa 240 °C heißen Granit und das Cooperbecken wurde für ein geothermales Projekt ausgewählt. Die Steinvorkommen gelten als die heißesten auf der Welt, die sich in einer wirtschaftlich vertretbaren Bohrtiefe befinden und nicht in der Nähe von Vulkanen. Als das Reservoir angebohrt wurde, kam es zu einem kleinen Erdbeben mit einem Ausschlag auf der Richterskala von 3,7.